# 秋田事件
秋田事件（あきたじけん）は、自由民権運動が激化していた1881年に起きた、秋田県の自由民権結社である秋田立志会が立てた蜂起計画に端を発する一連の事件。自由民権運動の中で最初の蜂起計画と言われている。

## 概要
秋田立志会は明治13年（1880年）8月10日に設立され、秋田県の士族・農民2600人を組織して国会開設運動に参加するなど、東北において自由民権運動の中心的な拠点となっていた。事件の中心人物となる柴田浅五郎は、1880年3月17日に愛国社が発足した国会期成同盟に参加するなど、自由民権運動に積極的に取り組んでいた。
柴田を中心に明治14年（1881年）5月頃から蜂起する計画を立て、資金調達のために銀行強盗を行い、同年6月16日を期して地元秋田県横手付近の豪家を襲い警察署・郡役所・県庁を占領する予定であった。実際、明治14年（1881年）の5月と6月に平鹿郡内で2件の強盗事件と殺人事件が起き、立志会の会員63名が逮捕された。しかし、蜂起が完遂する前に計画が発覚し、明治政府は政府転覆を口実にして柴田ら地元有志を検挙した。柴田は政府転覆の罪名で禁獄10年に処せられ、同じ罪名で13名が1年から3年の軽禁錮の処分となり、さらに強盗罪で数名が無期徒刑に処せられた。
計画を主導した柴田は平民農であり、実行の主体も貧農であった。柴田は農民の救済を実現するために蜂起計画を立てたと見られている。秋田立志会は弾圧で解体したが、後に秋田自由党が結成され、党員400人中320人は柴田の出身地である当時の平鹿郡（現在の横手市）の農民であった。
なお、『田口勝一郎著作集Ⅱ　近代秋田の地域と民衆　田口勝一郎著』の85頁に、「秋田立志会とその事件」のむすびとして、田口勝一郎が次のように記している。
- 秋田立志会は、明治10年代前半のインフレによって窮乏していく旧士族層、中小農民、半プロレタリートの現状改革の意思が、自由民権思想と複雑に結びつきながら発展したのであるが、指導の貧困と、構成分子の複雑な意識、要求などからして、充分組織的な強化をみないうちに、一部急進分子の焦燥的行動によって「強盗事件」がおこされ、遂に弾圧されたものと考えられる。この弾圧によって浮動分子、不純分子は組織から離れたが、中核をなしていた中小農民は、弾圧後にも思想と組織を維持し、とくに、明治14年秋自由党結党の後には、秋田自由党へと発展した。明治17年の自由党員名簿によれば、426名の党員が横手盆地を中心に分布していたようである。この数は神奈川県の226名をはるかに上回り、府県別党員では第一位を占めている。

また、『田口勝一郎著作集Ⅱ　近代秋田の地域と民衆　田口勝一郎著』の86頁に、長沼宗次の『夜明けの謀略－自由民権運動と秋田事件　1983年』の研究を公表し、次のように記している。
- 長沼氏はこの中で、従来の説、すなわち柴田浅五郎を中心とする秋田立志会が、下層の農民・士族・勤労市民のエネルギーに立って、政府転覆を計画し、その準備段階において軍資金獲得のための強盗・殺人事件をひき起こして逮捕され、内乱予備罪等で厳しく処罰されたが、本質的には明治15年以降の自由民権激化事件のさきがけをなすものだという学説を徹底的に批判し、「秋田事件の真相は、内乱計画のみならず、醍醐(だいご)殺人事件と阿気(あげ)強盗事件も含めて、すべてが天皇制政府と官憲の仕組んだ謀略とデッチ上げの事件であり、自由民権運動の一大拠点であった秋田立志会を壊滅するための弾圧事件であった。秋田事件の真相は、自由民権運動を敵視した明治専制政府が、明治天皇の東北巡幸に合わせて、自由民権運動の全国屈指の拠点であった秋田立志会内部に挑発者と密偵を送り込み、醍醐と阿気のふたつの事件を挑発者自らが実行して秋田立志会の犯罪に仕上げたものであり、内乱計画もまた警察側の拷問によるデッチ上げ調書を採用された結果であった」と述べ、強盗・殺人事件の挑発者として高橋久米吉をあげて、その具体的行動を、警察調書や裁判記録で実証しようとされている。実証の作業は今後に残されている。